# Алпамыш (стадион)
«Алпамы́ш» — футбольный стадион Узбекистана. Расположен в Термезе.
Ранее являлся домашней ареной футбольного клуба «Сурхан», но ряд клубов Узбекской Суперлиги (в том числе "Сурхан") вынуждены были проводить свои домашние матчи на стадионах других клубов, поскольку система освещения на их домашнем стадионе не соответствует предъявляемым требованиям.
По состоянию на 5 мая 2024 года домашним стадионом для местной команды является Сурхан Арена, способная вместить 14000 человек.

## Описание
Футбольный стадион «Алпамыш» вмещает 6000 зрителей. Имеет натуральное покрытие.